# Société des alcools du Québec
Pour les articles homonymes, voir SAQ.
Ne doit pas être confondu avec S.A.A.Q.
La Société des alcools du Québec (SAQ) est une société d'État qui a pour mandat de faire le commerce des boissons alcoolisées sur tout le territoire du Québec. La SAQ coordonne aussi la vente du cannabis à fins récréatives suivant la légalisation de la substance en vertu de la loi fédérale sur le cannabis (C-45), par l'intermédiaire de sa filiale, la Société québécoise du cannabis.

## Historique
Le gouvernement du Québec crée en 1921 la Commission des liqueurs de Québec qui devient en 1961 la Régie des alcools du Québec et, en 1971, la Société des alcools du Québec.

### La Commission des liqueurs de Québec

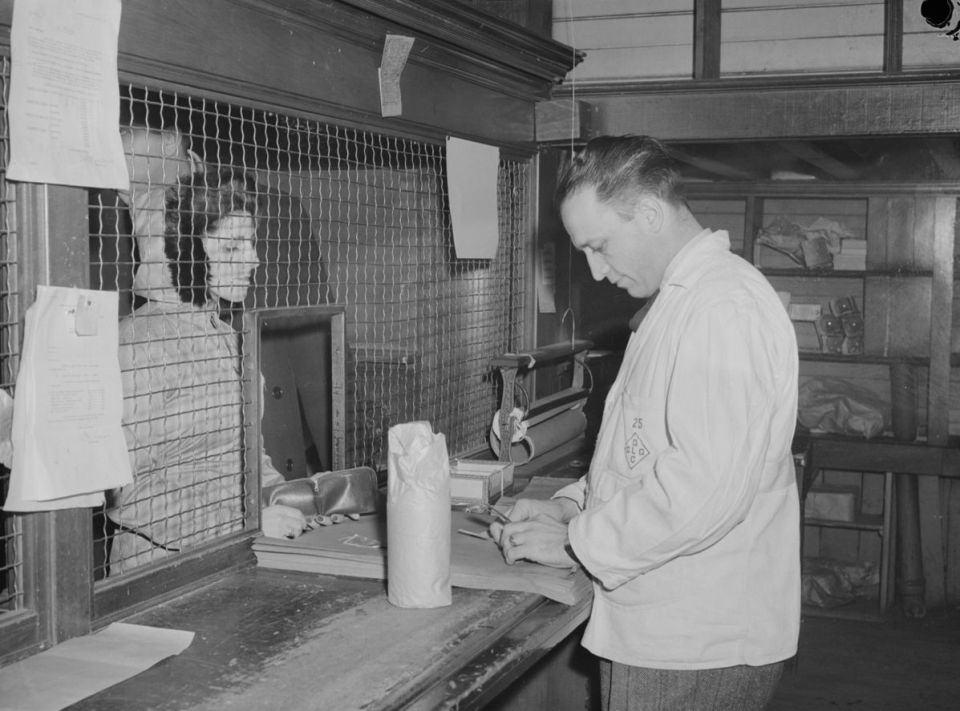
Un employé d'une succursale de la Commission des liqueurs de Québec à Montréal sert une cliente derrière le grillage du comptoir, janvier 1945.

C'est en 1898 que le gouvernement du Canada tient un référendum sur la prohibition de l'alcool. Le « oui » l'emporte dans toutes les provinces canadiennes, sauf au Québec, où plus de 80 % de la population ayant voté (44 %) dit « non » au projet fédéral. La première étape de la gestion politique des problèmes liés à la prohibition fut la mise en place d’une commission d’enquête par le gouvernement de Lomer Grouin afin de satisfaire les fervents d’un régime prohibitionniste. Ce gouvernement mit sur pied une commission d’enquête pour examiner tout ce qui a rapport à la vente et la consommation d’alcool. Le juge Henry George Caroll était à la tête de cette commission. Au début des années 1920, le gouvernement du Canada adopte la Loi sur l’importation des boissons enivrantes. Cette loi accordait à chacune des provinces le pouvoir exclusif d’importer, de transporter et de vendre des boissons alcooliques sur son territoire, et interdisait le transport de ces produits d’une province à une autre.

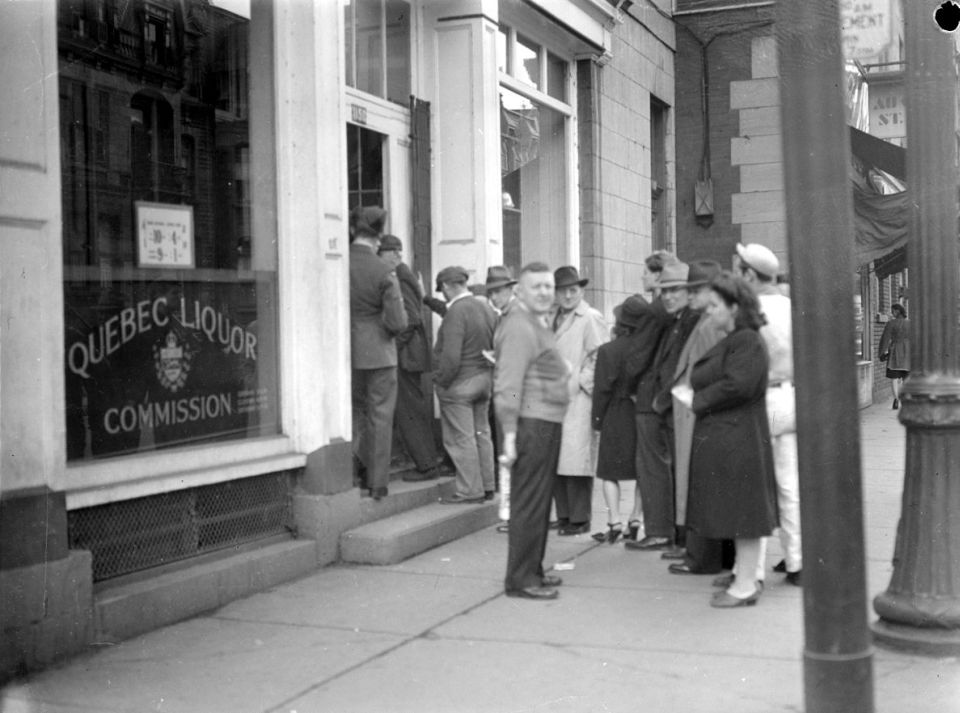
Une file de clients qui attendent leur tour pour entrer dans le magasin de la Commission des liqueurs de Québec situé rue Saint-Denis à Montréal, 23 septembre 1944.

En 1918, le gouvernement du Québec adopte une loi sur la prohibition totale qui devait entrer en vigueur l'année suivante. En 1919, il tient un référendum sur l’exclusion de la bière, du vin et du cidre de la loi sur la prohibition. Le oui l'emporte à 78,62 % des voix exprimées. Il n'en demeure pas moins que certaines villes, surtout dans des régions rurales, adoptent un règlement de prohibition de l'alcool qui sera appliqué tant qu'il n'aura pas été révoqué. On estime alors que 1 150 municipalités interdisent la vente d'alcool. Montréal, qui n'applique pas la prohibition, en profite et attire une vaste clientèle, entre autres américaine, autorisée à acheter de l'alcool.

Cependant, les pressions pour la prohibition sont fortes. En 1921, le 1er mars, le gouvernement libéral de Louis-Alexandre Taschereau, au lieu d'interdire l'alcool, décide plutôt d'en encadrer la vente. Il fait adopter la Loi sur les boissons alcooliques et crée la Commission des liqueurs de Québec. Cette intervention de l’État était un système de monopolisation de l’alcool. Ces lieux gouvernementaux favorisaient la vente du vin et de l’alcool fort. La Commission des liqueurs de Québec constitua à une solution politique institutionnelle pour trouver un compromis entre les intérêts et les exigences contradictoires de différentes forces dans la société.

« Le rôle de la Commission des liqueurs consiste à gérer et à contrôler le commerce des vins et spiritueux, ainsi qu'à émettre des permis pour les propriétaires d'hôtels ou de restaurants désireux de servir de l'alcool dans leurs établissements. La fabrication et la distribution de la bière ne sont pas affectées par cette loi. Un permis reste tout de même nécessaire pour ceux qui prévoient en faire la vente. »

Le 1er mai 1921, on compte 53 magasins sous la bannière de la Commission.

#### La Police des liqueurs
La création de la Commission des liqueurs amène, toujours en 1921, la formation d’une police distincte, le « Service de surveillance de la Commission des liqueurs », rebaptisé « Police des liqueurs » en 1934,, dont le mandat est de veiller à l’application des lois relatives au commerce des boissons alcooliques, notamment vis-à-vis la contrebande et la production illégale d'alcool. En 1938, les policiers de la circulation ainsi que ceux des liqueurs sont intégrés à la police provinciale, qui devient alors la « Sûreté provinciale du Québec ». Quatre divisions majeures composent la Sûreté : la police judiciaire, la gendarmerie, la police de la route et la police des liqueurs. Au moment de sa dissolution en 1961, la police des liqueurs compte quelque 250 membres dont plusieurs sont « intégrés » à l'escouade des alcools de la Sûreté provinciale du Québec.
À cette époque, dans les magasins de la Commission des liqueurs de Québec, les bouteilles ne sont pas visibles pour les clients qui doivent choisir à partir d'une liste de prix affichée au mur. Ils doivent commander à un employé derrière un comptoir grillagé et ne peuvent se procurer qu'une seule bouteille de spiritueux à la fois ; cette limite ne sera abolie qu'en 1941. Les vins ne sont toutefois pas rationnés. Toutes les bouteilles vendues sont enveloppées dans un papier opaque.
En 1922, la Commission des liqueurs de Québec crée sa première usine d’embouteillage.
Au plus fort de la prohibition américaine en 1930, les ventes brutes de la Commission s’élèvent à 27 539 966 $ pour retomber à 11 370 603 $ en 1934.

#### L'affaire Roncarelli
L'affaire Roncarelli est une saga judiciaire qui dura de 1946 à 1959. La décision finale de la Cour suprême du Canada (Roncarelli v. Duplessis, 1959 S.C.R. 121, 18 décembre 1958), fit jurisprudence au Canada en matière de libertés individuelles et d'abus de pouvoir et rappelle une époque difficile dans l'histoire de la Commission des liqueurs de Québec.
Frank Roncarelli est un restaurateur et membre des Témoins de Jéhovah. En 1946, l'organisation religieuse publie une brochure qui fait scandale et plusieurs Témoins de Jéhovah sont arrêtés. Or, Frank Roncarelli paye les cautionnements de nombreux coreligionnaires. Maurice Duplessis, alors premier ministre et procureur général du Québec et, à ce titre, responsable de la Commission des liqueurs de Québec, ordonne alors la révocation du permis d'alcool de Roncarelli, ce qui entraîne la ruine de son établissement. L'affaire est portée jusqu'à la Cour suprême du Canada, qui déclare Maurice Duplessis coupable d'avoir abusé de son pouvoir comme Procureur général, patron de la Commission des liqueurs, et lui ordonne de payer à Frank Roncarelli des dommages-intérêts.

### La Régie des alcools du Québec
En 1961, la Régie des alcools du Québec est créée avec comme objectif l’expansion du commerce des boissons alcooliques et la gestion de l’émission et du contrôle des permis. La même année, elle ouvre la première succursale qui permet aux consommateurs de voir des produits à la Place-Ville-Marie à Montréal. En 1963, Louis H. Levasseur, père du haut-fonctionnaire Pierre Levasseur, est nommé gérant et directeur de la distribution à Québec. En 1967, elle ouvre un centre de distribution à Québec. À partir de 1970, les succursales deviennent libre-service. Les clients peuvent désormais voir, mais également toucher les produits.

### La Société des alcools du Québec

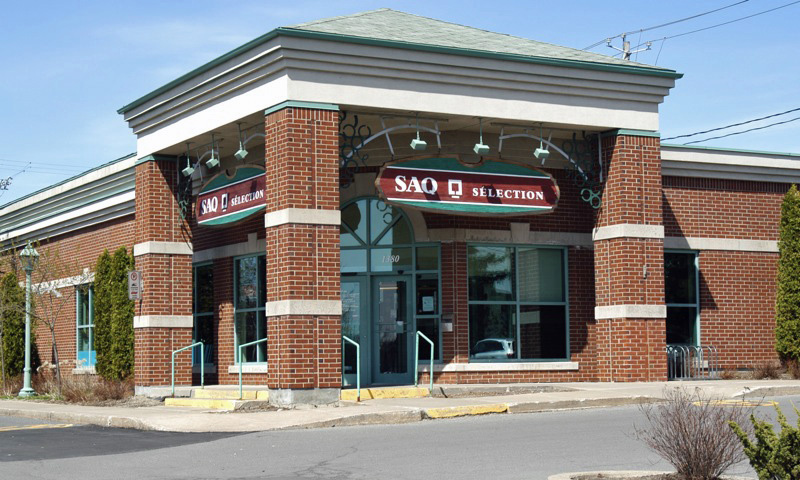
Magasin de la SAQ, bannière Sélection, au centre-ville de Saint-Bruno-de-Montarville.

La commission d’enquête sur le commerce des boissons alcooliques, mise sur pied par le gouvernement du Québec en 1968 et communément appelée commission Thinel, recommande une réforme en profondeur des régimes de surveillance et de commercialisation de ce secteur. La commission met en lumière certaines pratiques discutables à la Régie des alcools du Québec et recommande que le gouvernement crée la Société des alcools du Québec et la Commission de contrôle des permis d’alcool (maintenant la Régie des alcools, des courses et des jeux du Québec), deux entités juridiques et opérationnelles entièrement distinctes qui sont créées en 1971.

« C’est le premier ministre Bourassa lui-même qui a déposé hier (18 mai 1971) devant l’Assemblée nationale le document de 360 pages comportant 9 recommandations, en plus d’une vingtaine d’autres relatives au cidre et à la publicité.
Créée le 18 novembre 1968, au cours de la seconde grève des employés de la régie des alcools, la commission Thinel avait reçu un double mandat : d’une part, faire enquête sur le commerce des boissons alcooliques au Québec depuis le 1er janvier 1964 ; d'autre part, de rechercher les moyens les plus efficaces et les plus économiques pour assurer la surveillance de ce commerce, en permettre l’exercice dans l’ordre et procurer des revenus essentiels au développement du Québec, sous forme d’impôt ou autrement.
Nommé président, le juge Lucien Thinel était assisté de deux commissaires : M. Marcel Bélanger, c.a., et M. Otto Thur, économiste de Montréal. Un avocat de Sainte-Foy, Me Jean-Guy Roussy, a agi comme secrétaire jusqu’en mars 1970 et fut remplacé par M. Henri de Lottinville, CGA, de Québec.
La commission avait déjà remis deux rapports en septembre 1969 sur la fabrication et la vente du cidre au Québec et, en mars 1970, sur la publicité relative aux boissons alcooliques. »

Bien que le gouvernement entérine les principales recommandations de la commission Thinel, dont celle d'établir une distinction entre la majoration fiscale et commerciale dans le prix de vente des produits et le maintien du monopole public sur la vente des bières importées et des spiritueux, il se garde bien toutefois de permettre le commerce de la bière et des vins dans les supermarchés, par crainte de la réaction des petits épiciers.
Les premiers permis pour produire et vendre du vin québécois sont émis au début des années 1970. La Société des alcools du Québec établit également durant cette époque une « Maison des vins » à Québec, à Montréal et à Hull, puis construit le Centre de distribution de Montréal, où elle centralise ses services. En 1978, pour la première fois au Québec, 30 vins sont disponibles en épiceries et peu après, la vente de vin et de cidre en fût est autorisée dans les brasseries.

### Monopole partiel
La Société des alcools du Québec a le monopole de l'achat, de l'importation, de la vente et de la distribution de produits alcooliques au Québec, sauf pour les bières et les vins produits au Québec. «La SAQ a l’exclusivité de la première distribution au Québec de toutes les boissons alcooliques à l’exception, essentiellement, du cidre léger et de la bière embouteillée au Québec.» La société d'État exerce un contrôle quasi total sur la commercialisation de vin et de spiritueux sur le territoire de la province. «Elle a tous les pouvoirs pour réaliser son mandat commercial consistant notamment en la sélection, l’achat, l’importation, l’entreposage, la distribution et la vente de boissons alcooliques.»
La SAQ ne permet aucun intermédiaire entre elle et ses fournisseurs. «La SAQ transige directement avec ses fournisseurs et ne reconnaît aucun intermédiaire dans ses transactions commerciales.» (Politique d'achat et de mise en marché 2017).

### Virage commercial et libéralisation de la vente d'alcools

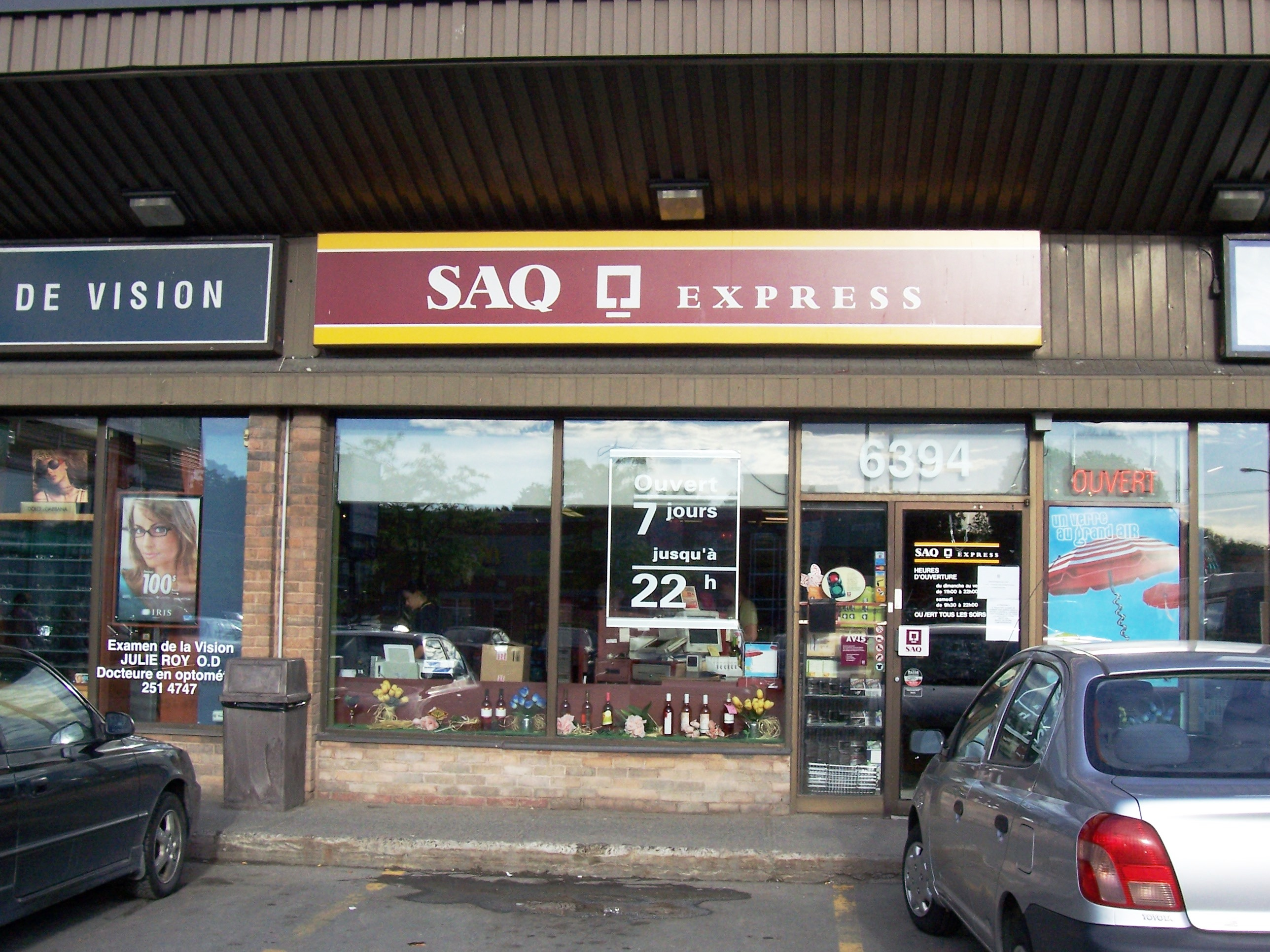
Une succursale SAQ Express, une des bannières nées du virage commercial de 1994-1995.

En 1987, la SAQ élimine les privilèges fiscaux accordés aux vins mis en bouteilles au Québec à la suite de la signature de l’accord de libre-échange avec les États-Unis.
Avec les membres de l’industrie québécoise des boissons alcooliques, elle fonde Éduc’alcool en 1989. Le nouvel organisme a le mandat de faire la promotion de la modération dans la consommation d’alcool au Québec. L'organisme se développe de manière considérable et devient une véritable référence dans son domaine à la fois au Québec et dans le monde. La même année, elle participe à la fondation de Collecte sélective Québec, un organisme privé à but non lucratif chargé de la promotion de l’implantation de la collecte sélective au Québec.
Au début des années 1990, la consommation totale d’alcool dans le monde baisse de 13 %. Dans les années 1994-1995, la SAQ entreprend un virage commercial qui marque le début de la vente de vin en vrac et la libéralisation des heures d’ouverture dans les succursales. Le changement le plus visible de ce virage est la segmentation de son réseau de succursales en trois bannières distinctes : SAQ Express, Classique et Sélection.
En 1999, à la suite de la conclusion d'une entente avec la Maison des Futailles SEC, une entité distincte est créée pour l’usine d’embouteillage. La SAQ devient coactionnaire de cette entité avec le Fonds de solidarité FTQ (Fédération des travailleurs et travailleuses du Québec) à parts égales. La même année, elle remplace sa succursale SAQ Whisky & Cie par son nouveau concept de succursale, la SAQ Signature. On y trouve des spiritueux haut de gamme, des grands vins et des produits exclusifs.
En 2000, les Vins de Qualité Certifiée (VQC) font leur apparition chez les épiciers et chez les dépanneurs. La SAQ inaugure sa première SAQ Dépôt, une succursale où les consommateurs peuvent se procurer des produits en vrac et en gros. Puis, en 2001, elle inaugure son site de commerce électronique sur le Web, SAQ.com, et lance le concept SAQ Sélection Art de vivre. L'année suivante, elle lance deux programmes d’aide consacrés à la valorisation du verre au Québec en collaboration avec Recyc-Québec.
La Galerie du Gouverneur est établie en 2003 et propose un centre d’interprétation de l’histoire des Patriotes couvrant la période de 1828 à 1840, une cave de garde de 75 000 bouteilles, une salle de réception, deux salles de dégustation, des celliers en location et une salle relatant les 200 ans d’histoire du vin. La Société crée une SAQ Classique et quatre agences Terroirs d'ici, où elle commercialise les produits québécois. En parallèle, toutes les SAQ Sélection et les grandes SAQ Classique disposent d’une section Terroirs d’ici. En 2004, la SAQ prend un autre virage important en situant le client au centre de ses affaires. Elle met notamment en place une politique de dons et de commandites et augmente son offre de produits.

En novembre 2004, les 3 800 employés de magasins et de bureaux déclenchent une grève générale illimitée qui durera 81 jours.

« La grève avait commencé le 19 novembre 2004, le syndicat tablant alors sur le rapport de force que lui donnait la période des Fêtes. Le mois et demi qui précède le jour de l'An représente bon an, mal an des ventes de 600 millions pour la SAQ, soit le quart de son chiffre d'affaires annuel. Les quelques centaines de cadres de la SAQ ont fait fonctionner tout au long du conflit entre 40 et 50 succursales sur un total de 400 magasins. »

En 2006, la SAQ vend ses parts (50 %) dans la Maison des Futailles à la compagnie Kruger. Cette participation la mettait en conflit d'intérêts face aux autres embouteilleurs. La société rappelle que son objectif est de distribuer le vin et non de l'embouteiller.
En 2006, la SAQ fixe les nouvelles règles de gouvernance prévues dans la réforme proposée par le gouvernement. Elle crée ainsi une formation accréditée pour tous les conseillers en vin avec l'Institut de tourisme et d’hôtellerie du Québec (ITHQ). La même année, les médias et le vérificateur général du Québec reprochent à la SAQ de ne pas voir fait profiter ses consommateurs de la forte baisse de l'euro ayant touché les produits européens en 2005. L'affaire conduit à la démission de deux vice-présidents et à la révision de la politique d'achat de la société d'État.
À la fin de la première décennie 2000, la Société dévoile son Plan d’action en matière de développement durable. Elle n'offre plus de sacs de plastique ou de papier dans ses succursales, mais vend des sacs réutilisables et propose aux clients d'amener les leurs. Ce gain environnemental ne règle toutefois pas le problème de la récupération et du recyclage des dizaines de millions de bouteilles de vin vendues chaque année (163 millions en 2008). « Les consommateurs déposent dans les bacs verts 74 % de leurs bouteilles brunes ou vertes. Les restaurants et autres intervenants commerciaux, qui accaparent 22 % du stock total, ne participent pas à la collecte sélective ».
En 2010, la société d'État prend un virage technologique. C'est ainsi qu'elle lance une application gratuite pour les téléphones intelligents. Les années qui suivent sont marquées par sa présence sur les médias sociaux, son blogue et la refonte de son site internet.
L'année 2015 est marquée par le lancement de SAQ Inspire, un programme de fidélisation. SAQ Inspire offre une expérience personnalisée qui permet aux clients de recevoir des informations liées à leurs goûts et intérêts, en plus d'accumuler des points sur tous leurs achats. Il est dorénavant possible de consulter son propre profil d'achat et de recevoir des offres personnalisées.
En 2015, la Commission de révision permanente des programmes du gouvernement du Québec, présidée par l'ancienne ministre Lucienne Robillard, demande de mettre fin au monopole de la Société des alcools du Québec.
En mai 2016, un rapport de la Vérificatrice générale du Québec fait de sévères reproches à la direction de la SAQ. On lui demande, entre autres, d'«Établir un mécanisme de révision de sa structure de majoration.».
De décembre 2016 à février 2017, la SAQ réduit de 1,40 $ le prix des 1 600 vins les plus vendus.
La SAQ a perdu en janvier 2017 le monopole des vins québécois artisanaux qui peuvent maintenant être vendus dans les épiceries sans passer par la société d'État.
Le 28 juin 2017, il est annoncé que l'édifice patrimonial Au-Pied-du-Courant qui abrite le siège social de la SAQ depuis sa fondation, est vendu et sera occupé par Télé-Québec ainsi que par la Société de développement des entreprises culturelles (SODEC). Les bureaux de la SAQ seront désormais centralisés sur la rue Tellier, là où une majorité du personnel y travaillaient déjà au moment de l'annonce. La société déménage officiellement en 2018.
En 2019, la SAQ ferme son dernier magasin Signature.
En mars 2025, la société d’État a annoncé qu’elle fermerait un total de huit succursales en 2025-2026 pour s’adapter aux changements de comportement des consommateurs. Elle mettra de l’avant un nouveau concept de micro-agences situées dans d’autres commerces, ainsi qu’un projet pilote de livraison.

### Privatisation
La privatisation de la Société des alcools du Québec revient périodiquement comme enjeu sur la scène politique.
Depuis quelques années, on parle moins de privatisation de la SAQ, mais plutôt de libéralisation. C'est-à-dire de libéralisation du commerce du vin au Québec. Ainsi le monopole de la SAQ est constamment remis en question. En avril 2017, un sondage de la maison Léger révélait que 71 % des Québécois étaient en faveur de la fin du monopole de la société d'État.

Les tenants de la privatisation invoquent l'inutilité d'un monopole de l'alcool et les vertus d'un marché concurrentiel, qui profiterait ultimement aux consommateurs. Ils soulignent également l'existence au Canada d'une Loi sur la concurrence et d'un Bureau de la concurrence dont le mandat est d'empêcher la création de monopoles.
Les défenseurs de la société d'État soutiennent, pour leur part, qu'elle contribue à réduire les problèmes liés à l'abus d'alcool. Ils évoquent le fait que l'alcool n'est pas un produit comme un autre et que mal consommé, il peut créer des dépendances. Ils disent aussi que les sociétés d'État sont beaucoup plus soumises à la critique publique et qu'elles doivent rendre des comptes tant au gouvernement qu'à la société en général. De puis, ils arguent que la SAQ peut offrir à ses clients une gamme de produits à nulle autre pareille, ce que l'entreprise privée ne serait pas en mesure d'offrir. Le fait que les profits de la SAQ sont versés à la collectivité alors qu'en cas de privatisation, ils seraient versés à des intérêts privés, est un autre argument en sa faveur, en plus du fait qu'elle assure la disponibilité des produits partout au Québec au même prix.
En 2021, à la suite d'une grève des employés d’entrepôts de la SAQ, certaines voix sont sorties publiquement prônant la libéralisation du marché de la vente d’alcool au Québec. Selon le professeur Frederick Laurin : la libéralisation inciterait la SAQ à baisser les prix, offrir un meilleur service à la clientèle et à innover.

### Vente de cannabis
Le cannabis est vendu dans des succursales différentes du réseau de distribution d'alcools de la SAQ qui en a le contrôle.

## Des chiffres
Ventes par catégories de produits (année financière avril 2019 à mars 2020) :
- Vins : 174,8 millions de litres - 2,5 milliards $  —  Rouges à 59,2 %; blancs 35,9 %; rosés 4,9 %
- Spiritueux : 27,3 millions de litres - 890,8 millions $
- Bières, cidres et autres : 15,4 millions de litres - 94,1 millions $.

Ventes aux réseaux des épiceries : 42,9 millions de litres de vin - 351.5 millions $.
Nombre de succursales en 2020 : 410.

## Présidents-directeurs généraux
- Arthur Savoie (CLQ)
- J-Édouard Tellier (CLQ)
- Jacques Desmeules (1971-1978)
- Daniel Wermelinger (1978-1983)
- Jean-Guy Lord (1983-1986)
- Jocelyn Tremblay (1986-1997)
- Gaétan Frigon (1998-2002)
- Louis L. Rocquet (2003-2004)
- Sylvain Toutant (2004-2007)
- Philippe Duval (2008-2013)
- Alain Brunet (2014-2018)
- Catherine Dagenais (2018-2023)
- Jacques Farcy (2023-)

### Équivalents canadiens
- BC Liquor Distribution Branch (en) et BC Liquor Stores (en), C.B.
- Manitoba Liquor Control Commission (en) (disparu)
- Ontario LCBO
- Nouveau-Brunswick ANBL
- Nouvelle-Écosse NSLC (en)
- Terre-Neuve Labrador Société des alcools de Terre-Neuve-et-Labrador (en)
- Société des alcools du Yukon